# Мендзыхудский повет
Мендзыхудский повет (пол. Powiat międzychodzki) — повет (район) в Польше, входит как административная единица в Великопольское воеводство. Центр повета — город Мендзыхуд. Занимает площадь 736,66 км². Население — 37 084 человека (на 31 декабря 2015 года).

## Административное деление
- города: Мендзыхуд, Серакув
- городско-сельские гмины: Гмина Мендзыхуд, Гмина Серакув
- сельские гмины: Гмина Хшипско-Вельке, Гмина Квильч

## Демография
Население повета дано на 31 декабря 2015 года.
| Перепись            | Всего | Мужчины | Женщины |
| ------------------- | ----- | ------- | ------- |
| Всего               | 37084 | 18363   | 18721   |
| Городское население | 16746 | 8061    | 8685    |
| Сельское население  | 20338 | 10302   | 10036   |